# Olimpiai érmesek listája softballban
Ez a lap az olimpiai érmesek listája softballban 1996-tól 2020-ig.

## Összesített éremtáblázat
(A táblázatokban Magyarország és a rendező nemzet sportolói eltérő háttérszínnel, az egyes számoszlopok legmagasabb értéke vagy értékei vastagítással kiemelve.)
| A nyári olimpiai játékok összesített éremtáblázata softballban | A nyári olimpiai játékok összesített éremtáblázata softballban | A nyári olimpiai játékok összesített éremtáblázata softballban | A nyári olimpiai játékok összesített éremtáblázata softballban | A nyári olimpiai játékok összesített éremtáblázata softballban | Olimpia  |
| -------------------------------------------------------------- | -------------------------------------------------------------- | -------------------------------------------------------------- | -------------------------------------------------------------- | -------------------------------------------------------------- | -------- |
|                                                                | Ország                                                         | Arany                                                          | Ezüst                                                          | Bronz                                                          | Összesen |
| 1.                                                             | Egyesült Államok (USA)                                         | 3                                                              | 2                                                              | 0                                                              | 5        |
| 2.                                                             | Japán (JPN)                                                    | 2                                                              | 1                                                              | 1                                                              | 4        |
|                                                                |                                                                |                                                                |                                                                |                                                                |          |
| 3.                                                             | Ausztrália (AUS)                                               | 0                                                              | 1                                                              | 3                                                              | 4        |
| 4.                                                             | Kína (CHN)                                                     | 0                                                              | 1                                                              | 0                                                              | 1        |
|                                                                |                                                                |                                                                |                                                                |                                                                |          |
| 5.                                                             | Kanada (CAN)                                                   | 0                                                              | 0                                                              | 1                                                              | 1        |
|                                                                |                                                                |                                                                |                                                                |                                                                |          |
| Összesen                                                       | Összesen                                                       | 5                                                              | 5                                                              | 5                                                              | 15       |

## Érmesek
Magyarország és a rendező nemzet versenyzői eltérő háttérszínnel szerepelnek.

| Olimpia       | Arany | Ezüst | Bronz |
| 1996, Atlanta | Egyesült Államok (USA) · Laura Berg · Gillian Boxx · Sheila Cornell · Lisa Fernandez · Michele Granger · Lori Harrigan · Dionna Harris · Kim Maher · Leah O'Brien · Dot Richardson · Julie Smith · Michele Smith · Shelly Stokes · Dani Tyler · Christa Williams                                   | Kína (CHN) · Lihong Wang · Yaju Liu · Liping He · Ying Wang · Fang Yan · Hua Tao · Yuqing Liu · Hong Chen · Li Lej · Zhongxin An · Jian Xu · Ying Ma · Chunfang Zhang · Jingbai Ou · Qiang Wei                                                                               | Ausztrália (AUS) · Joanne Brown · Kim Cooper · Carolyn Crudgington · Kerry Dienelt · Peta Edebone · Tanya Harding · Jennifer Holliday · Sally McDermid · Francine McRae · Haylea Petrie · Nicole Richardson · Melanie Roche · Natalie Ward · Brooke Wilkins · Jocelyn Lester |
| 2000, Sydney  | Egyesült Államok (USA) · Christie Ambrosi · Laura Berg · Jennifer Brundage · Crystl Bustos · Sheila Douty · Lisa Fernandez · Lori Harrigan · Danielle Henderson · Jennifer McFalls · Stacey Nuveman · Leah O’Brien-Amico · Dot Richardson · Michele Smith · Michelle Venturella · Christa Williams | Japán (JPN) · Tamoto Hiroko · Kobajasi Josimi · Naitó Emi · Andó Miszako · Macumoto Naomi · Fudzsii Jumiko · Isikava Taeko · Takajama Dzsuri · Itó Kazue · Maszubucsi Mariko · Koszeki Siori · Jamadzsi Noriko · Szaitó Haruka · Jamada Mijó · Ucugi Reika                   | Ausztrália (AUS) · Sandra Allen · Joanne Brown · Fiona Crawford · Kerry Dienelt · Peta Edebone · Sue Fairhurst · Selina Follas · Kelly Hardie · Tanya Harding · Sally McCreedy · Simmone Morrow · Melanie Roche · Natalie Titcume · Natalie Ward · Brooke Wilkins            |
| 2004, Athén   | Egyesült Államok (USA) · Leah Amico · Laura Berg · Crystl Bustos · Lisa Fernandez · Jennie Finch · Tairia Flowers · Amanda Freed · Lori Harrigan · Lovieanne Jung · Kelly Kretschman · Jessica Mendoza · Stacey Nuveman · Cat Osterman · Jenny Topping · Natasha Watley                            | Ausztrália (AUS) · Sandra Allen · Marissa Carpadios · Fiona Crawford · Amanda Doman · Peta Edebone · Tanya Harding · Natalie Hodgskin · Simmone Morrow · Tracey Mosley · Stacey Porter · Melanie Roche · Natalie Titcume · Natalie Ward · Brooke Wilkins · Kerry Wyborn      | Japán (JPN) · Inui Emi · Itó Kazue · Ivabucsi Jumi · Jamada Eri · Jamadzsi Noriko · Misina Maszumi · Naitó Emi · Szaitó Haruka · Szakai Hiroko · Szakamoto Naoko · Szató Rie · Szató Juki · Takajama Dzsuri · Ueno Jukiko · Ucugi Reika                                      |
| 2008, Peking  | Japán (JPN) · Emoto Nao · Fudzsimoto Motoko · Hirosze Megu · Inui Emi · Itó Szacsiko · Karino Ajumi · Mabucsi Szatoko · Mine Jukijo · Misina Maszumi · Nisijama Rei · Szakai Hiroko · Szató Rie · Szomeja Mika · Ueno Jukiko · Jamada Eri                                                          | Egyesült Államok (USA) · Monica Abbott · Stacey Nuveman · Crystl Bustos · Jennie Finch · Laura Berg · Lauren Lappin · Lovieanne Jung · Cat Osterman · Tairia Flowers · Andrea Duran · Jessica Mendoza · Victoria Galindo · Kelly Kretschman · Caitlin Lowe · Natasha Watley  | Ausztrália (AUS) · Jodie Bowering · Kylie Cronk · Kelly Hardie · Tanya Harding · Sandy Lewis · Simmone Morrow · Tracey Mosley · Stacey Porter · Melanie Roche · Justine Smethurst · Danielle Stewart · Natalie Titcume · Natalie Ward · Belinda Wright · Kerry Wyborn        |
| 2020, Tokió   | Japán (JPN) · Haruka Agatsuma · Mana Atsumi · Yamato Fujita · Nozomi Goto · Nodoka Harada · Yuka Ichiguchi · Hitomi Kawabata · Nayu Kiyohara · Yukiyo Mine · Sayaka Mori · Minori Naito · Yukiko Ueno · Saki Yamazaki · Eri Yamada · Yu Yamamoto                                                   | Egyesült Államok (USA) · Ali Aguilar · Monica Abbott · Valerie Arioto · Ally Carda · Amanda Chidester · Rachel Garcia · Haylie McCleney · Michelle Moultrie · Dejah Mulipola · Aubree Munro · Bubba Nickles · Cat Osterman · Janie Reed · Delaney Spaulding · Kelsey Stewart | Kanada (CAN) · Jenna Caira · Emma Entzminger · Larissa Franklin · Jennifer Gilbert · Sara Groenewegen · Kelsey Harshman · Victoria Hayward · Danielle Lawrie · Janet Leung · Joey Lye · Erika Polidori · Kaleigh Rafter · Lauren Regula · Jennifer Salling · Natalie Wideman |